# 宮脇幸彦
宮脇 幸彦（みやわき よしひこ、1921年1月24日 - 1994年5月10日）は、日本の裁判官、法務省民事局参事官（検事）、学習院大学教授（一時、法学部長）、弁護士

## 経歴
- 1921年（大正10年）1月24日 宮脇幸治（当時裁判官）・菊代の三男として岡山市門田屋敷で出生
- 1938年（昭和13年）3月 広島県立広島第一中学校 卒業
- 1940年（昭和15年）3月 広島高等学校文科乙類　卒業
- 1941年（昭和16年）4月 東京帝国大学文学部独逸文学科 入学
- 1942年（昭和17年）4月 同大学法学部法律学科　入学（転部）
- 1943年（昭和18年）12月 臨時徴収現役兵
- 1944年（昭和19年）9月 除隊、東京帝国大学法学部法律学科 卒業
- 1945年（昭和20年）1月 三菱工作機械 入社
- 1945年（昭和20年）6月 三菱重工業へ転社
- 1945年（昭和20年）8月 広島市への原子爆弾投下で被爆（両親が爆死、父宮脇幸治は当時広島市で公証人）
- 1948年（昭和23年）1月 三菱重工業 退社
- 1948年（昭和23年）12月 高等試験司法科 合格
- 1949年（昭和24年）3月 岡山地方裁判所事務官（同月末依願免本官）
- 1949年（昭和24年）4月 司法修習生
- 1951年（昭和26年）4月 東京家庭裁判所兼東京地方裁判所 判事補
- 1955年（昭和30年）7月 長野地方裁判所兼長野家庭裁判所諏訪支部 判事補
- 1958年（昭和33年）10月 法務省民事局 局付検事
- 1964年（昭和39年）1月 法務省民事局 参事官
- 1972年（昭和47年）4月 東京地方裁判所 判事（部総括）
- 1975年（昭和50年）7月 学習院大学法学部 教授
- 1979年（昭和54年）4月 同大学 法学部長（ - 1981年3月）
- 1991年（平成3年）3月 同退職
- 1991年（平成3年）4月 調布法律事務所 弁護士
- 1994年（平成6年）5月10日 咽頭癌のため死去[1]

## 著書
- 『強制執行法（各論）』1978年10月発行（有斐閣 法律学全集 36－Ⅱ）